# Oil Refineries

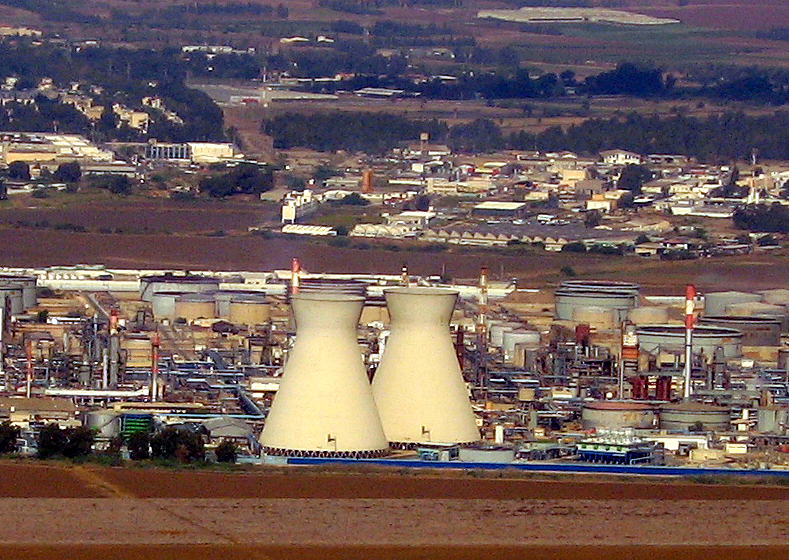
Widok na rafinerię w Hajfie

Oil Refineries Ltd. (hebr. בתי זיקוק לנפט בע”מ; TASE: ORL) – rafineria ropy naftowej z siedzibą w Hajfie w Izraelu. Spółka publiczna notowana na Giełdzie Papierów Wartościowych w Tel Awiwie. Oil Refineries Ltd. jest największą rafinerią w Izraelu. Przerabia rocznie około 9,8 mln ton ropy naftowej rocznie.

## Historia

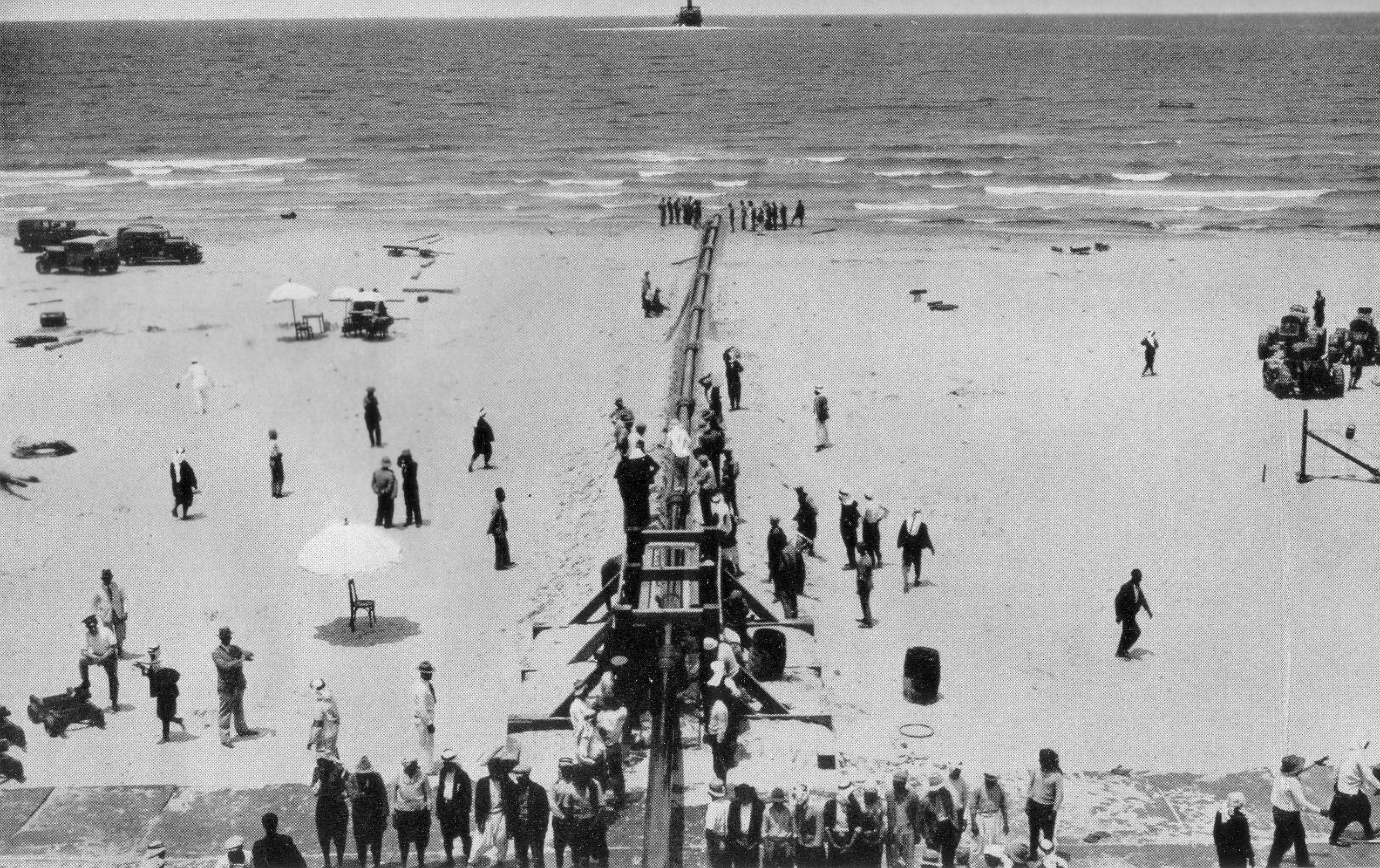
Koniec ropociągu Mosul-Hajfa z punktem załadunku zbiornikowców w Hajfie, 1938 r.

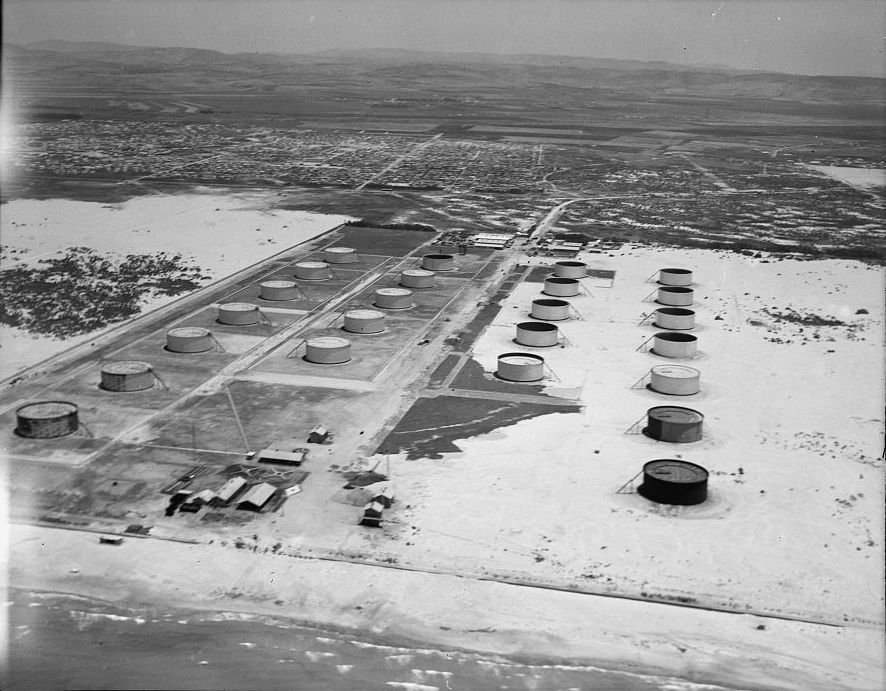
Zbiorniki z ropą naftową w Hajfie

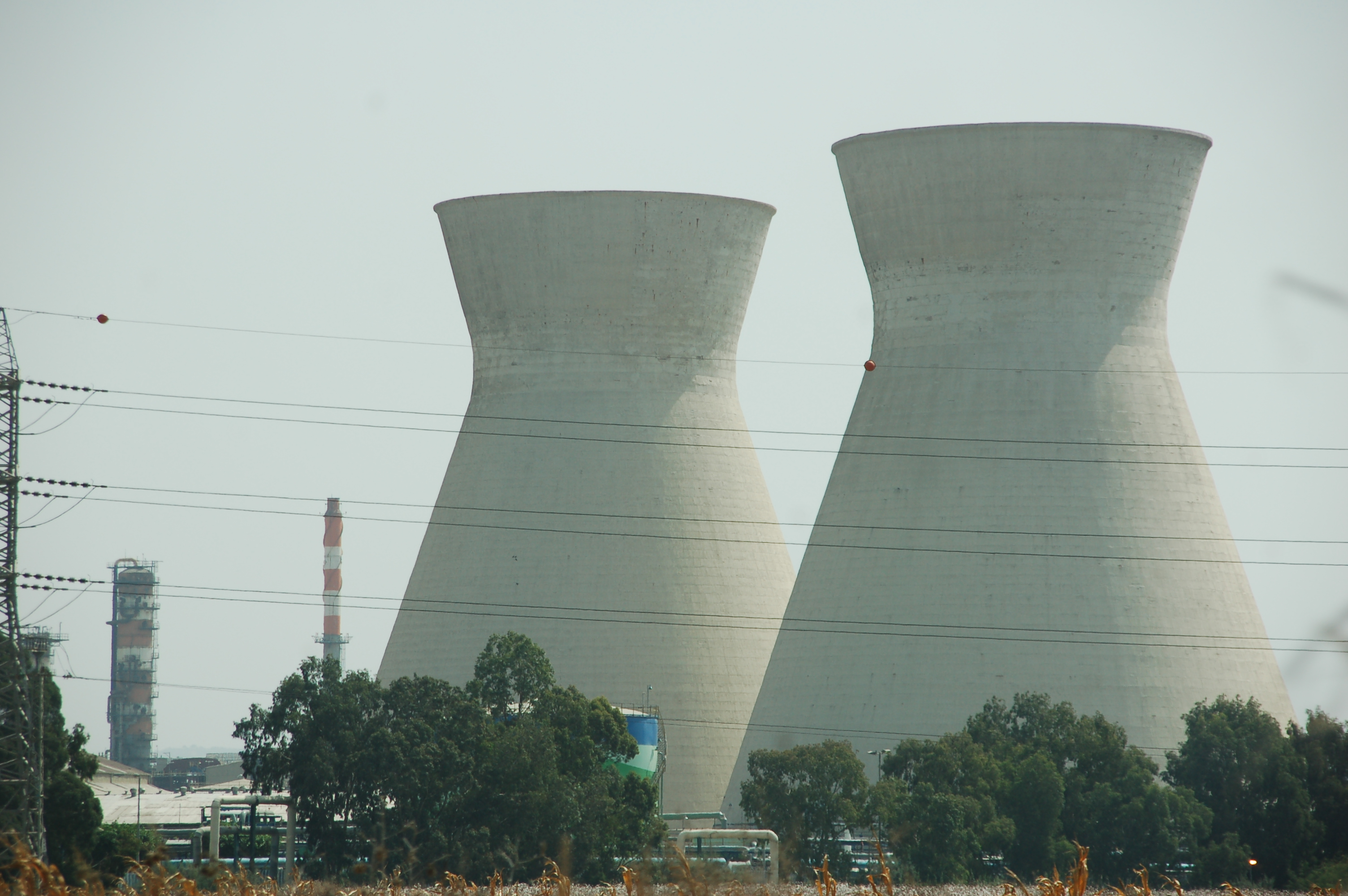
Chłodnie kominowe rafinerii w Hajfie

Koniec I wojny światowej przyniósł duże zmiany geopolityczne na Bliskim i Środkowym Wschodzie. Wielka Brytania objęła protektorat między innymi nad Mandatem Palestyny i Mandatem Mezopotamii. W 1927 roku w rejonie Kirkuku na północny Iraku odkryto duże pole naftowe. Brytyjczycy opracowali plan połączenia rurociągiem pola naftowego z wybranym portem morskim na wybrzeżu Morza Śródziemnego, aby w ten sposób obniżyć koszty transportu paliwa do Europy. Przy wytyczania trasy przebiegu ropociągu kierowano się podstawowym warunkiem, aby w całości przebiegał on przez terytorium będące pod brytyjską kontrolą. Miały to być: Królestwo Iraku, Emirat Transjordanii i Mandat Palestyny. Jako punkt końcowy ropociągu wybrano miasto Hajfę. Znajdował się tutaj Port Hajfa, który od 1922 roku był gruntownie rozbudowywany i modernizowany. W wyniku rozległych prac melioracyjnych uregulowano ujście rzeki Kiszon, pozyskując nowe tereny pod budowę zabudowań portowych, magazynów, placów składowych, zbiorników i silosów. W dniu 31 października 1933 roku odbyła się oficjalna uroczystość otwarcia nowego portu, w której przewodniczył wysoki komisarz Palestyny sir Arthur Grenfell Wauchope. Zatoka Hajfy tworzy duży naturalne kotwicowisko, dające bezpieczne schronienie zbiornikowcom nawet w najcięższe zimowe sztormy. Nad zatoką góruje Góra Karmel (546 m n.p.m.), na której wybudowano latarnię morską Har Carmel. Hajfa posiadała także dogodne połączenia komunikacyjne z całym terytorium Mandatu Palestyny, a od 1908 roku funkcjonowała odnoga linii kolejowej Hidżaz, która umożliwiała transport towarów do Emiratu Transjordanii. Czynniki te zdecydowały o wyborze Hajfy jako miejsca końcowego ropociągu.
W 1934 roku spółka petrochemiczna Iraq Petroleum Company rozpoczęła budowę ropociągu Mosul-Hajfa. Równolegle była budowana druga nitka ropociągu do Trypolisu we francuskim Mandacie Syrii. Ropociąg został oddany do użytku w 1935 roku. Równocześnie brytyjski rząd zaczął zachęcać do budowy rafinerii ropy naftowej z siedzibą w Hajfie, zapewniając, że będzie to wspólny projekt z koncernem petrochemicznym Shell. Lokalizacja rafinerii wydawała się być bardzo korzystna - ropociąg zapewniał stałe dostawy surowca, rzeka Kiszon zapewniała wodę do chłodzenia instalacji petrochemicznych, natomiast Port Hajfa dawał możliwość szybkiego transportu na europejski rynek zbytu. Ostatecznie, po długich negocjacjach do budowy rafinerii powołano spółkę Consolidated Refineries Limited (CRL), będącą joint venture brytyjsko-holenderskiego koncernu Shell i brytyjsko-amerykańskiego Anglo-American Oil Co. (obecnie Esso). Budowę powierzono amerykańskiej spółce budowlanej Kellogg Brown & Root, która posłużyła się podwykonawcą żydowskim Solel Boneh. Prace budowlane prowadzono w latach 1938-1944, chociaż rafineria już w 1939 roku zaczęła dostarczać mazut dla statków cumujących w Porcie Hajfa. Podczas II wojny światowej dostarczała oleje smarowe i smary dla Brytyjskich Sił Zbrojnych oraz United States Army w Afryce Północnej. W latach 1940–1942 włoskie i niemieckie lotnictwo przeprowadziło 21. nalotów na rafinerię. Spowodowały one poważne szkody, jednak nie zamknięto instalacji produkcyjnych. Brytyjczycy stworzyli wówczas rozbudowany system obrony przeciwlotniczej, obejmujący stanowiska artylerii przeciwlotniczej, eskadry lotnictwa myśliwskiego, balony zaporowe i zasłony dymne. Po wojnie, w 1947 roku rafineria osiągnęła pełne zdolności produkcyjne, a Brytyjczycy planowali budowę drugiego ropociągu z Iraku. Decyzje to wstrzymał nasilający się konflikt izraelsko-arabski.
W dniu 30 marca 1947 roku członkowie żydowskiej podziemnej organizacji paramilitarnej Lechi pod osłoną nocy przedostali się na teren rafinerii, wysadzając trzy duże zbiorniki. Ogień przeniósł się następnie na sąsiednie zbiorniki stokażowe, powodując pożar jedenastu dużych zbiorników. Ogień płonął kilkanaście dni, powodując bardzo wysokie straty finansowe. Brytyjskie władze mandatowe nałożyły wówczas w Mandacie Palestyny specjalną dodatkową opłatę doliczaną do każdego litra paliwa. W ten sposób zrekompensowana straty poniesione przez spółkę Consolidated Refineries Limited. W poszukiwaniu rozwiązania konfliktu izraelsko-arabskiego, w dniu 29 listopada 1947 roku została przyjęta Rezolucja Zgromadzenia Ogólnego ONZ nr 181, która dzieliła terytorium Palestyny na dwa państwa: żydowskie i arabskie. Hajfa wraz z portem i rafinerią miały znaleźć się w nowo utworzonym państwie żydowskim. Społeczność żydowska zaakceptowała plan podziału Palestyny, jednak Arabowie doprowadzili dzień później do wybuchu wojny domowej w Mandacie Palestyny. W samej rafinerii stosunki między żydowskimi i arabskimi pracownikami były bardzo dobre. Na koniec 1947 roku w zakładzie pracowało około 1700 arabskich i 270 żydowskich robotników, oraz jako pracownicy biurowi 190 Arabów, 110 Żydów i 60 Brytyjczyków. W dniu 30 grudnia 1947 roku członkowie żydowskiej organizacji paramilitarnej Irgun rzucili granaty w tłum arabskich robotników przed bramą wejściową do rafinerii. Rozwścieczeni Arabowie wtargnęli wówczas do rafinerii, gdzie doszło do pogromu żydowskich robotników. W masakrze w rafinerii w Hajfie zginęło 6 Arabów i 39 Żydów, natomiast rannych było 42 Arabów i 49 Żydów. Była to największa i najbardziej brutalna masakra ludności cywilnej do jakiej doszło w Mandacie Palestyny od czasu wybuchu wojny domowej. Społeczność żydowska powołała specjalną komisję śledczą do zbadania przyczyn i okoliczności masakry w Hajfie. Jej raport wskazał, że pogrom nie był wcześniej zaplanowany, a doszło do niego na skutek zamachu terrorystycznego przeprowadzonego przez Irgun. Raport ujawnił, że niektórzy arabscy robotnicy ukrywali swoich żydowskich współpracowników lub pomagali im w ucieczce. Agencja Żydowska natychmiast potępiła akcję Irgunu, nazywając ją „aktem szaleństwa”. Jednak eskalacja starć spowodowała, że rząd brytyjski nakazał zatrzymanie przesyłu ropy naftowej ropociągiem Mosul-Hajfa, czego konsekwencją było zatrzymanie na początku 1948 roku pracy rafinerii. W dniach 21-22 kwietnia 1948 roku rozegrała się bitwa o Hajfę, w wyniku której całe miasto przeszło pod żydowską kontrolę. Brytyjczycy przekazali wówczas Żydom zarządzanie i ochronę rafinerii, aby w przyszłości, gdy Brytyjczycy będą mogli bezpiecznie powrócić do Palestyny, zwrócili ją właścicielom. W dniu 14 maja 1948 roku miała miejsce proklamacja niepodległości Izraela.
Władze izraelskie niezbędnie potrzebowały paliwa i olejów do celów wojskowych I wojny izraelsko-arabskiej. Postanowiono więc niezwłocznie uruchomić rafinerię. W tym celu skompletowano obsługę rafinerii, doprowadzono instalacje do należytego stanu technicznego oraz wypompowano zgromadzoną wodę. Będące w zbiornikach zapasy ropy naftowej umożliwiły zabezpieczenie na kilka miesięcy potrzeb państwa na paliwo. Rafinerię jednak szybko zatrzymano z powodu braku surowca do przerobu. Po zakończeniu wojny, w 1949 roku zarząd rafinerią powrócił do Brytyjczyków. Pod koniec tego roku wznowiono dostawy ropy naftowej, które docierały teraz do Portu Hajfa zbiornikowcami. Z powodu wrogości sąsiednich państw arabskich, ropociąg Mosul-Hajfa był już na stałe nieczynny. Nacjonalizacja w 1956 roku Kanału Sueskiego doprowadziła do kryzysu sueskiego, którego skutkiem było między innymi kolejne utrudnienie dostaw surowca do rafinerii w Hajfie. Podjęto wówczas decyzję o budowie trzech zbiorników na paliwo w Portu Ejlat. Docierały tam zbiornikowce z ropą naftową z Iranu. Następnie ropę przetłaczano wybudowanym ropociągiem do Beer Szewy (były tam trzy zbiorniki). Stamtąd, od 1957 roku linią kolejową przewożono ropę do Portu Aszdod, a następnie statkami do Portu Hajfa. Zdobyte w 1956 roku na egipskim półwyspie Synaj rurociągi i pompy, umożliwiły w 1959 roku otworzenie kolejnych odcinków ropociągu, które połączyły Beer Szewę z Aszdod, a następnie z Hajfą. Wraz z otwarciem w 1968 roku Portu Aszkelon, do obsługi ropociągów powołano spółkę Eilat Ashkelon Pipeline Co. Ltd. (EAPC).
W 1958 roku rząd brytyjski w obawie przed arabskim bojkotem postanowił zakończyć wszelką swoją działalność gospodarczą w Izraelu. Rząd izraelski odkupił wówczas spółkę Consolidated Refineries Limited, zmieniając jej nazwę na Rafineria Hajfa. W 1969 roku przy Porcie Aszdod wybudowano rafinerię Aszdod Oil Refineries, o zdolności przerobu około 4 mln ton ropy naftowej rocznie. Do zarządzania oboma rafineriami powołano spółkę Israel Corporation, która starała się pozyskać zagranicznych inwestorów. Wzajemna rywalizacja między rafineriami i potrzeba kolejnych inwestycji, doprowadziła izraelski rząd do podjęcia 22 sierpnia 1999 roku decyzji o rozpoczęciu procesu prywatyzacji. W 2002 roku powołano do życia spółkę Oil Refineries Ltd., która sprawowała kontrolę nad dwoma rafineriami. W międzyczasie rozpoczęto emisję publiczną akcji Rafinerii Hajfy na Giełdzie Papierów Wartościowych w Tel Awiwie. Państwo odsprzedało Oil Refineries Ltd. 26% akcji rafinerii. W dniu 1 sierpnia 2006 roku spółka nabyła rafinerię w Aszdod. Natomiast kolejnym etapem prywatyzacji rafinerii w Hajfie było odsprzedanie w lutym 2007 roku 44% akcji inwestorom instytucjonalnym (fundusze oszczędnościowe, fundusze emerytalne itp.) i 46% akcji spółce Federman Ofer. W ostatnim etapie, pozostałe akcje wystawiono w otwartej ofercie na giełdzie w Tel Awiwie.

## Profil działalności
Oil Refineries jest największą rafinerią w Izraelu, o zdolności przerabiania około 9,8 mln ton ropy naftowej rocznie (27 tys. ton dziennie). Działalność rafineryjna stanowi 90% całości działalności spółki. Produkuje różnorodne produkty dla potrzeb przemysłu, transportu, rolnictwa i infrastruktury. Ponad 75% produkcji trafia do lokalnej konsumpcji, głównie w Izraelu. Firma poprzez swoje spółki zależne (Carmel Olefins Ltd. i Gadiv Petrochemical Industries Ltd.) produkuje także polimery i związki aromatyczne. Świadczy także usługi elektryczne i elektrocieplne dla odbiorców przemysłowych działających w pobliżu rafinerii.

## Zanieczyszczenie środowiska
Rafineria jest głównym czynnikiem zanieczyszczenia powietrza w rejonie Hajfy. Ministerstwo Środowiska nałożyła na spółkę wysokie kary pieniężne, zalecając poprawę sytuacji do 2007 roku (termin wydłużono później do 2009 roku). W 2007 roku zarząd spółki opublikował kompleksowy plan modernizacji rafinerii, w ramach którego 250 mln USD będzie zainwestowanych w ochronę środowiska naturalnego. W ramach programu wybudowano największą w kraju oczyszczalnię ścieków, zamontowano filtry zmniejszające emisję toksycznych substancji itp. Od lipca 2011 roku rafineria korzysta z zasilania gazem ziemnym, dzięki czemu zmniejszono emisję zanieczyszczeń do atmosfery.